# Skibus
 (mars 2016).
Si vous disposez d'ouvrages ou d'articles de référence ou si vous connaissez des sites web de qualité traitant du thème abordé ici, merci de compléter l'article en donnant les références utiles à sa vérifiabilité et en les liant à la section « Notes et références ».
Un skibus désigne une ligne de bus circulant dans une station de sports d'hiver, gérée soit par la commune, soit par l'exploitant même des remontées mécaniques. 
Le skibus peut relier - généralement uniquement pendant la saison d'exploitation des remontées - différentes parties du domaine skiable qui ne le seraient pas skis aux pieds, ramener les skieurs depuis le bas d'une piste jusqu'au pied d'une remontée mécanique, mais également circuler entre différents quartiers d'une station, voire relier plusieurs stations entre elles. Un skibus peut aussi être proposé pour éviter l'afflux de trop de voitures au sein même de la station, en la reliant à des parkings relais situés par exemple plus bas en vallée.
Le skibus peut être d'utilisation gratuite pour tous les passagers, gratuit uniquement pour les détenteurs d'un forfait de ski valide, ou payant. Diverses tailles d'autobus peuvent être utilisées, avec ou sans structure montée sur l'arrière pour y charger les skis et les bâtons des passagers.